# Thomas Jettel
Thomas Jettel (* 5. März 1959 in Österreich), theologischer Referent, Bibelübersetzer und Bibellehrer, übersetzte gemeinsam in Zusammenarbeit mit Herbert Jantzen „Die Bibel in deutscher Fassung“.

## Leben
Jettel ist verheiratet, hat vier Kinder und lebt seit 1995 in der Schweiz. An der Freien Evangelisch-Theologischen Akademie Basel begann er sein Studium der Theologie (1979–82 und 1995–96) und schloss sich bei einem Aufenthalt (1991–92) in den USA anschließend dem Jüngerschafts-Trainings-Programm (von William MacDonald und Jean Gibson) in San Leandro/Kalifornien an. In den Jahren 1982–1995 lehrte er in den neu entstandenen christlichen Gemeinden im Salzburgerland.  1995 kehrte er in die Schweiz zurück. Er lehrte in der Folge als freier Verkündiger im deutschsprachigen Raum, aber auch in Rumänien, Ungarn, Moldawien, Ukraine und Russland. 2001–2016 Ältester in der freien Gemeinde in Hohentengen.

## Schriften
- Kann ein Christ zu einem Nichtchristen werden, ISBN 978-3-86701-502-8
- Erwählung und Vorherbestimmung, ISBN 978-3-86701-503-5
- Ergänzungsband zur Bibel in deutscher Fassung. Missionswerk FriedensBote, Meinerzhagen 2022, ISBN 978-3-946449-50-8 (gemeinsam mit Herbert Jantzen).
- Die Bibel in deutscher Fassung, ISBN 978-3-946449-51-5

Mitarbeit und Herausgabe der „Hauptlehren der Heiligen Schrift“
- Band 1 – Einführung in die Glaubenslehre. ISBN 978-3-931346-11-9.
- Band 2 – Die Lehre von Gott. ISBN 978-3-946449-40-9.
- Band 3 – Die Lehre von Christus. ISBN 978-3-946449-41-6.
- Band 4 – Die Lehre vom Göttlichen Geist. ISBN 978-3-931346-14-0.
- Band 5 – Die Lehre vom Menschen. ISBN 978-3-946449-42-3.
- Band 6 – Die Lehre vom Heil. ISBN 978-3-946449-43-0.
- Band 7a – Die Lehre von der Gemeinde – Ihr Wesen. ISBN 978-3-937032-33-7.
- Band 7b – Die Gemeinde – Verantwortung und Wegbestimmung. ISBN 978-3-937032-49-8.